# Josef Strzygowski
Josef Strzygowski (né le 7 mars, 1862, à Biała ; mort le 2 janvier, 1941, à Vienne) est un historien de l'art connu surtout pour son recours à une méthode comparatiste. Il est rattaché à l'école d'histoire de l'art de Vienne.

## Biographie
Josef Strzygowski naît en Silésie autrichienne, dans une ville aujourd'hui située en Pologne. Après avoir accompli une carrière professionnelle dans l'industrie textile comme son père — il est apprenti dans une usine textile en 1880 — il s'inscrit en 1882 à l'université de Vienne, puis à celle de Munich : il y écrit une thèse sur l'iconographie du baptême du Christ, publiée en 1885 sous le titre Ikonographie der Taufe Christi.
Il passe les trois années suivantes de sa vie à Rome, pour une étude sur le peintre Cimabue, Cimabue und Rom (1887) qui souligne les sources byzantines de son œuvre. Plus tard dans sa vie, il explique que ce travail l'amena à la question qui définit par la suite toutes ses recherches : « Qu'est-ce que Rome, qu'est-ce qu'est réellement l'art italien et européen ?»
Après son séjour romain, Strzygowski voyage à Thessalonique, au Mont Athos, à Saint-Pétersbourg et à Moscou, où il se familiarise avec l'art byzantin et russe. En 1892, il est nommé à l'université de Graz, mais en 1894 et 1895 il séjourne au Caire pour étudier l'art protobyzantin et l'art islamique : il réalise un catalogue de l'art copte du Musée du Caire. À son retour, il entre dans une intense activité de publication dans le domaine de l'art byzantin et islamique pour lesquels il se considère comme un pionnier.
Son premier ouvrage polémique date de cette époque : Orient oder Rom: Beiträge zur Geschichte der spätantiken und früchristlichen Kunst (1901) (L'Orient ou Rome : contributions à l'histoire de l'art antique tardif et du premier art chrétien). À partir de sources aussi diverses que l'art et la sculpture palmyréniens, les sarcophages anatoliens, les ivoires antiques tardifs d'Égypte et les tissus coptes, Strzygowski soutient, en des termes ouvertement raciaux et souvent racistes, que le changement de style dans l'Antiquité tardive fut le produit d'une influence «orientale» ou «sémitique» dominante.
Orient oder Rom est une attaque explicitement dirigée contre l'ouvrage sur la Genèse de Vienne (Die Wiener Genesis, 1895) de l'historien de l'art viennois Franz Wickhoff, qui postulait une origine romaine au style antique tardif, thèse reprise et développée par Alois Riegl dans son livre Spätrömische Kunstindustrie, paru également en 1901. La controverse qui s'ensuivit dura des décennies, sans connaître de solution définitive, et contribua à établir l'art antique tardif comme un champ de recherche académique à part entière.
En 1909, à la mort de Wickhoff, Josef Strzygowski lui succède à la tête de l'université de Vienne, grâce en partie à l'importance de ses travaux, mais aussi à la suite de manœuvres politiques auxquelles participe peut-être l'archiduc François-Ferdinand. Sa nomination résulte en un schisme durable parmi les historiens de l'art, opposant Strzygowski à Max Dvorak et Julius von Schlosser : la fracture est agrandie lorsque Strzygowski crée son propre centre de recherche au sein de l'université, le Wiener Institut ou Erstes kunsthistorisches Institut.
Josef Strzygowski continue de publier dans une grande variété de domaines, gardant une certaine préférence pour les arts byzantin et islamique, mais traitant également de l'art arménien, nordique et slave. Il donne de nombreuses conférences publiques auxquelles assistent volontiers des étudiants radicaux du mouvement pangermanique. Les inclinations pangermaniques de Strzygowski sont déjà connues depuis plusieurs années avec son ouvrage à succès de 1907, Die bildende Kunst der Gegenwart (Les arts visuels du présent), dans lequel il loue les peintures d'Arnold Böcklin et en appelle à un nouvel artiste-héros allemand pour rejeter l'héritage de l'Antiquité classique et de la Renaissance.
Il part à la retraite de l'Université de Vienne en 1933 mais fonde l'année suivante la Gesellschaft für vergleichende Kunstforschung (Société pour l'histoire de l'art comparatiste) pour faire valoir ses théories. Il meurt en 1941.

## Influence
L'œuvre de Josef Strzygowski se caractérise parce qu'il s'appuie uniquement sur des comparaisons de forme, aux dépens du contexte historique, et parce qu'il exalte continûment les peuples du « Nord » et de « l'Est » en montrant un dédain marqué pour la « culture méditerranéenne. » 
Si cette méthodologie défectueuse et ses préjugés raciaux ont largement discrédité ses travaux, l'ampleur de ses centres d'intérêt a joué un rôle dans le développement académique de l'histoire de l'art islamique et juif séculier. Il a compté parmi ses étudiants des historiens de l'art tels que Otto Demus, Fritz Novotny, ou Ernst Diez, qui ont poursuivi avec succès leurs recherches dans ces domaines sans pour autant souscrire à l'idéologie de leur maître.